# Flora Tristán
Flora Célestine Thérèse Henriette Tristán i Moscoso, més coneguda com a Flora Tristán (París, 7 d'abril de 1803 - Bordeus, 14 de novembre de 1844) fou una escriptora i activista social francesa d'origen peruà. És considerada com una de les fundadores del feminisme modern.

## Biografia
El seu pare, Mariano Tristán i Moscoso, germà de Juan Pío de Tristán i Moscoso, va ser un coronel peruà natural d'Arequipa, que formava part del Virregnat del Perú, i membre de l'Armada Espanyola, i la seva mare, Anne-Pierre Laisnay, francesa. Els seus pares es van conèixer a Bilbao, durant l'estada del seu pare en aquest lloc, i es van casar clandestinament, però el matrimoni no va tenir cap valor legal. Aquest no va arribar a reconèixer legalment Flora.

## Infantesa i joventut
Flora Tristán va tenir una primera infància de luxe, i la seva casa era visitada sovint per personatges que després serien fites en la història, com Simón Bolívar, que, com el pare de Flora, compartien els seus orígens criolls i bascos. A més, es diu que Bolívar podria ser el seu pare biològic, atès que es va enamorar de la seva mare. Aquesta situació de bondat econòmica i social es va truncar amb la mort del pare el 1807, d'una apoplexia, quan Flora només tenia 4 anys. La seva mare estava embarassada i aquesta tragèdia sobtada va deixar en la misèria a tota la família. La manca de reconeixement legal per part del pare li va impedir recobrar els béns que deixés aquest. La seva mare tampoc, ja que no existia un document que els concedís cap dret o que provés que fos esposa de Mariano Tristán.
Per aquest motiu, Flora, nena encara, viu penosament al camp fins als quinze anys, i després es trasllada amb la seva mare a un dels barris més pobres de París, als voltants de la Plaçe Maubert. Comença a treballar com a obrera en un taller de litografia i, amb 17 anys, es casa amb el propietari d'aquesta, André Chazal, amb qui té tres fills, un dels quals, pel que sembla, mor molt jove, l'altre es diu Ernest, i la tercera, nascuda el 1825, es diu Aline, que serà la futura mare del pintor francès postimpressionista Paul Gauguin. Aquest matrimoni de conveniència es va dissoldre a causa de la gelosia i maltractaments de l'espòs. Flora fuig de casa amb els seus fills. La seva doble condició de filla natural i esposa separada la va reduir a la marginal condició de «pària», com li agradava autoanomenar-se. Chazal la persegueix incansablement. Finalment, aconsegueix un acord judicial amb Flora, pel qual es queda amb el fill, mentre ella reté la nena.
Tanmateix, Flora desconfia del seu marit i se'n va de París. Comença la seva vida errant juntament amb la seva filla Aline. Gràcies a la intervenció del capità Chabrié, el 1829 va poder enviar una carta al seu oncle Pío Tristán, que vivia al Perú, el qual durant cinc anys li envia diners per ajudar-la en la seva pobresa. Gràcies a Pedro Mariano de Goyeneche, parent dels Tristán, Flora viatja al Perú el 1832, disposada a cobrar la seva herència i recuperar un lloc digne en la societat.

## L'estada a Perú
El 7 d'abril de 1833, just el dia que va fer 30 anys, Flora s'embarca a Le Mexican, un vaixell que pertanyia al mateix capità Chabrié, el qual li havia facilitat el primer contacte amb els seus parents peruans. La travessia fins al Perú dura cinc mesos, i després de desembarcar a Islay, Flora visita Arequipa, on roman fins a l'abril de 1834. Reclama al senyor Pío Tristán l'herència paterna, però aquest es nega a donar-li; certament Pío la tracta de «neboda estimada», però, com que no hi havia cap document que acredités que era filla legítima del seu germà Mariano, no podia procedir d'una altra manera. Únicament accedeix a donar-li una pensió mensual.
Flora es trasllada a Lima, on roman fins al 16 de juliol de 1834, data en què s'embarca a Callao, amb destinació a Liverpool. Durant la seva estada al Perú va ser testimoni de la crisi política de 1833 i 1834, la guerra civil entre els partidaris d'Agustín Gamarra i els de Luis José de Orbegoso.
Flora va escriure un diari de viatges sobre les seves experiències al Perú, el qual va ser publicat el 1838 com a Pérégrinations d'une paria. Es considera una de les seves obres més cèlebres i un fidel reflex de la situació política i social tan delicada que travessava la societat peruana de l'època.

## Retorn a França
De retorn a França, emprèn una campanya a favor de l'alliberament de la dona, els drets dels treballadors i en contra de la pena de mort. Ja havia aconseguit la separació legal del seu marit i la custòdia dels seus fills, però, André Chazal, enfurismat i impotent, intenta assassinar-la, disparant-la al carrer i deixant-la malferida el setembre de 1838. Flora guanya notorietat a la premsa, i Chazal és sotmès a procés que se li complica amb l'acusació d'intentar violar la seva pròpia filla, Aline; finalment és condemnat a 20 anys de treballs forçats.
Separada ja de Chazal, Flora publica el 1840 un programa socialista a L'Union ouvrière, en què clama per la necessitat dels treballadors d'organitzar-se i advoca per la seva «unitat universal» —l'emancipació dels treballadors havia d'anar unida a l'emancipació de la dona—; sent la creadora de la consigna Proletaris del món, uniu-vos. Es converteix així en la primera dona a parlar del socialisme i de la lluita dels proletaris. Karl Marx li va reconèixer el seu caràcter de «precursora d'alts ideals nobles» i els seus llibres van formar part de la seva biblioteca personal.
Mor als 41 anys, víctima del tifus, mentre es trobava en plena gira a l'interior de França promovent les seves revolucionàries idees.

## Obres
Fou l'autora de molts treballs de caràcter ideològic i literari, els més coneguts són:
- Nécessité de faire un bon accueil aux femmes étrangères (1835), obra on es manifesta rudement contra la inferioritat matrimonial del sexe femení. És un assaig anticipatori del pensament feminista modern. Traducció al català de Valèria Gaillard Francesch: Hem d'acollir les dones estrangeres. Editorial Cal Carré. Barcelona 2022. ISBN 978-84-123943-5-1.
- Pérégrinations d'une paria (1833-1834) (1837), llibre que es presenta com una memòria del seu viatge a Amèrica i la seva estada al Perú entre 1833 i 1834, en la que l'autora adopta múltiples formes narratives per oferir una visió personal de les seves experiències. És un llibre fonamental per conèixer de prop els avatars de la incipient república peruana, en el que les pràctiques i costums són analitzades detingudament per l'autora.
- Mephis (1938), novel·la on el protagonista apareix com una combinació de Messies i Mefistòfil.
- Promenades dans Londres (1840), peça que conté agudes crítiques a la civilització britànica.
- L'Union ouvrière (1843), fullet on se sintetitza el seu ideari o programa de reformes a favor de la classe proletària, obra fonamental de la biblioteca de Karl Marx.
- L'émancipation de la femme o Le testament de la paria (1846).

## Influència en la literatura
Inspirat en la lectura de Pérégrinations d'une paria (1833-1834), l'escriptor peruà Abraham Valdelomar va escriure el 1914 La Mariscala, una biografia novel·lada de Pancha Zubiaga, esposa del mariscal i president peruà Agustín Gamarra.
El 1942, Luis Alberto Sánchez va publicar un estudi de la personalitat de Flora Tristán titulat Una mujer sola contra el mundo.
El 1964, Sebastián Salazar Bondy va publicar Flora Tristán, un drama en tres actes inspirat en la vida de la revolucionària.
L'escriptor peruà Mario Vargas Llosa, en la seva novel·la històrica El paraíso en la otra esquina, analitza les travessies de Flora Tristan i del seu net Paul Gauguin com a contrastos per a la vida ideal que ells buscaven en les seves experiències fora de França.

## Pensament

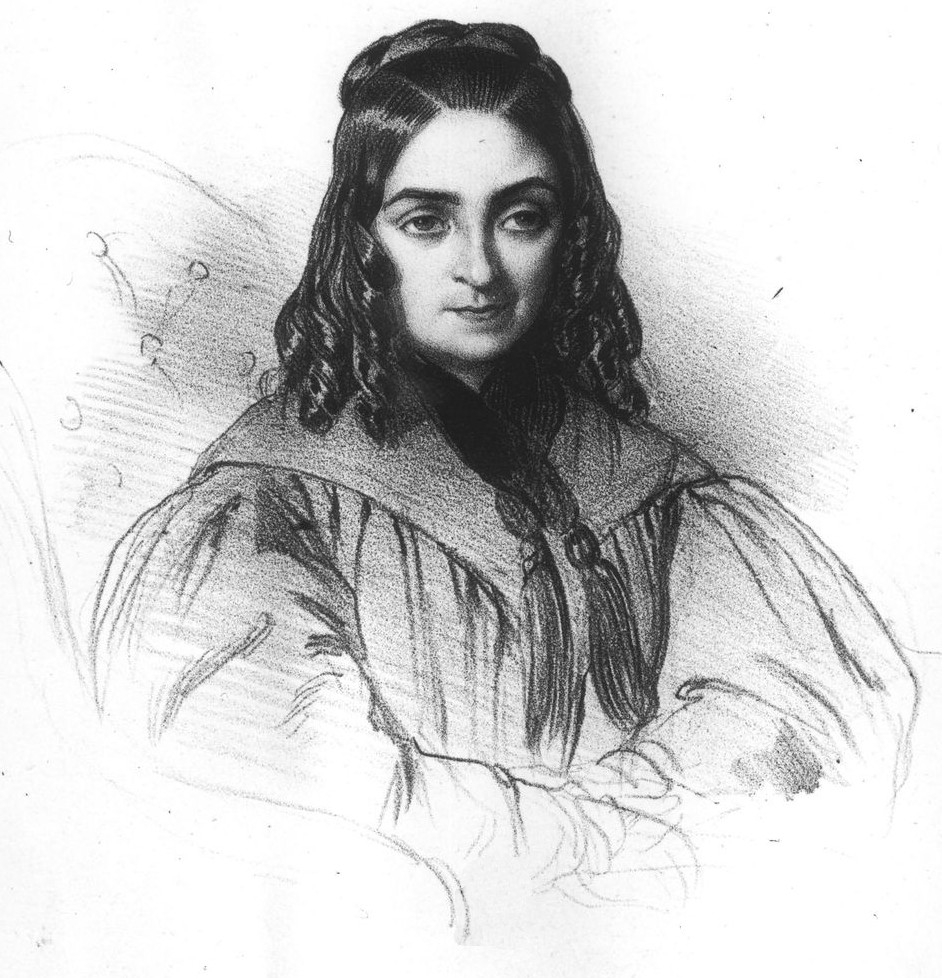
Flora Tristán en els seus darrers anys.

El feminisme de Flora Tristán queda enllaçat amb la Il·lustració, pressuposant per tant unes reivindicacions i un projecte polític que només pot articular-se a partir de la idea de la igualtat i la llibertat de tots els éssers humans, que pren cos en el període immediatament posterior a la Revolució francesa. Mantenint la continuïtat amb el pensament d'autores anteriors (Mary Wollstonecraft, entre d'altres), Flora Tristán imprimeix al seu feminisme un gir de classe social, que en el futur donaria lloc al feminisme marxista
Alhora, se l'ha emparentat amb els corrents crítics a les quals s'ha denominat "socialisme utòpic", però teoritzant sobre la necessitat d'una unió obrera al voltant d'un partit obrer. «Totes les desgràcies del món provenen de l'oblit i el menyspreu que fins avui s'ha fet dels drets naturals i imprescriptibles del ser dona», va escriure a L'Union ouvrière.
La seva lluita incessant per aconseguir una societat més justa i igualitària va quedar plasmada en la seva obra. Així, entre d'altres, a Pérégrinations d'une paria (1833-1834) denuncià les diferents manifestacions d'exclusió social a la societat d'Arequipa, a Promenades dans Londres realitzà una de les primeres i més dures descripcions dels obrers anglesos. Va escriure, llavors, «l'esclavitud no és als meus ulls el més gran dels infortunis humans des que conec el proletariat anglès».
A L'Union ouvrière descriu com «la millora de la situació de misèria i ignorància dels treballadors» és fonamental, perquè «totes les desgràcies del món provenen de l'oblit i el menyspreu que fins avui s'ha fet dels drets naturals i imprescriptibles del ser dona». Per Flora la situació de les dones es deriva de l'acceptació del fals principi que afirma la inferioritat de la naturalesa de la dona respecte a la de l'home. Aquest discurs ideològic, fet des de la llei, la ciència i l'església, margina la dona de l'educació racional i la destina a ser l'esclava del seu amo. Fins aquí el discurs de Flora és similar al del sufragisme, però el gir de classe comença a produir-se quan assenyala com la negació de l'educació a les dones està relacionat amb la seva explotació econòmica: no s'envia a les nenes a l'escola «perquè se li treu millor partit a les tasques de la llar, ja sigui per bressolar als nens, fer encàrrecs, cuidar el menjar, etc.», i després, «als dotze anys se la col·loca d'aprenent: allà continua sent explotada per la patrona, sovint també maltractada, com quan estava a casa dels seus pares». Flora dirigeix el seu discurs a l'anàlisi de les dones més desposseïdes: les obreres. I segons ella, no pot ser més contundent: el tracte injust i vexatori que pateixen aquestes dones d'ençà que neixen, unit a la seva nul·la educació i obligada servitud a l'home, li genera un caràcter brutal i fins i tot malvat. Per Flora, aquesta degradació moral revesteix la major importància, ja que les dones, en les seves múltiples funcions de mares, amants, dones, filles, etc. «ho són tot a la vida de l'obrer», influeixen al llarg de tota la seva vida. Aquesta situació central de la dona no té el seu equivalent a la classe alta, on els diners poden proporcionar educadors i servents professionals així com uns altres tipus de distraccions.
En conseqüència, educar bé a la dona (obrera) suposa el principi de la millora intel·lectual, moral i material de la classe obrera. Flora, com a bona socialista utòpica, confià enormement en el poder de l'educació i, com a feminista, reclamà l'educació de les dones. A més, sostingué que de l'educació racional de les dones depèn l'emancipació dels homes, fet que fins avui se segueix recollint en les declaracions de principis dels moviments feministes.
El seu discurs apel·la al sentit de justícia universal de la humanitat, en general, i dels homes, en particular, (ja que són els dipositaris del poder i la raó), perquè accedeixin a canviar una situació que, segons ell, acaba tornant-se també contra ells. "La llei que esclavitza a la dona i la priva d'instrucció, us oprimeix també a vosaltres, homes proletaris. (...) En nom del vostre propi interès, homes; en nom de la vostra millora, la vostra, homes; en fi, en nom del benestar universal de tots i de totes us compromet a reclamar els drets per a la dona" (L'Union ouvrière).
L'Union ouvrière avançà un pensament que, anterior al Manifest Comunista, postulava la unió dels treballadors i les dones -els oprimits del món-, en una Internacional que, mitjançant una revolució pacífica -aquí apareix la seva herència saintsimoniana-, portarà la prosperitat i la justícia.
Digué d'ella André Breton: «Que no hi hagi destí femení que deixi, en el firmament de l'esperit, una llavor tan llarga i lluminosa». La vida d'«una temerària i romàntica justiciera», puntualitzà Mario Vargas Llosa en el seu llibre sobre Paul Gauguin, El paraíso en la otra esquina.
La publicació de La meva vida és l'autoretrat en el qual es reconeix com una doble pària: la filla sense reconeixement legal del pare i, per tant, desheretada, i la casada per conveniència (necessitat), narrant la seva experiència en primera persona. Flora es confessa víctima d'aquesta doble opressió que com a dona sent en grau extrem, el que la va portar a lluitar contra el matrimoni com a mitjà d'opressió contra les dones, "l'únic infern que reconec".
L'any 1836 es va esmunyir a la Cambra dels Lords disfressada d'home per demanar l'aprovació del divorci i l'abolició de la pena de mort.

## Citacions[calcitació]
- "Totes les desgràcies del món provenen de l'oblit i el menyspreu que fins avui s'ha fet dels drets naturals i imprescriptibles de ser dona." Unió Obrera (1843)
- "La llei que esclavitza a la dona i la priva d'instrucció, us oprimeix també a vosaltres, homes proletaris. (...) En nom del vostre propi interès, homes; en nom de la vostra millora, la vostra, homes; en fi, en nom del benestar universal de tots i de totes us comprometo a reclamar els drets per a la dona." Unió Obrera (1843)